# Mi mejor amiga
Mi mejor amiga, es una telenovela venezolana realizada en 1981 por la cadena Venevisión. Original de la escritora cubana Delia Fiallo y protagonizada por Flor Núñez, Félix Loreto y Elba Escobar.

## Trama
Empieza la trama cuando Graciela Pérez Acosta, la protagonista, acude a la consulta de un ginecólogo, de cuya escena se desprende que por causa de un aborto hecho hace cinco años, ella ha quedado incapacitada para la reproducción. Sin embargo, quizás con un tratamiento largo y penoso, pueda salir embarazada de nuevo. 
Ella considera que para que su relación de pareja funcione, necesita tener un hijo. Simultáneamente Willy, el esposo de Graciela, llega al apartamento de ambos para almorzar con su esposa, pero lo encuentra vacío, teniendo que conformarse con la perrita Pelusa, con quien comienza a conversar, reflejando así que se siente muy sólo. 
Willy es un muchacho conformista, trabaja en la empresa del papá de Graciela, y se considera un hombre feliz al tener un apartamento, una esposa y una hija. En cambio Graciela es todo lo contrario, es muy trabajadora, ambiciosa y deseosa de mejorar económicamente para tener una quinta, una mejor escuela para su hija y una mejor urbanización donde vivir. 
Entre ella y Willy surgen problemas difíciles, porque tienen diferentes valores y formas de ver la vida, pero en realidad y en el fondo son un matrimonio balanceado. Milena Ricardo es una muchacha a quien su novio y hombre con el que ella vivía, la acaba de dejar, se encuentra sola, sin trabajo y sin un sitio para vivir.  En medio de su desesperación a Milena se le ocurre llamar a su mejor amiga Graciela. 
Esta le da albergue en su casa y es allí donde surgen los conflictos, ya que Milena se transforma en la sustituta de Graciela, ya que a ella sí le gusta cocinar, limpiar la casa, regar las plantas y por supuesto, compartir un poco de la vida del solitario Willy y es inevitable que ocurra lo que tiene que ocurrir entre un hombre y una mujer que viven bajo el mismo techo, Milena y Willy se sienten imperiosamente atraídos el uno por el otro, no tardan en volverse amantes a espaldas de Graciela, pero luego ella los descubre y bota de su casa a su mejor amiga y se separa de Willy. El triángulo es muy fuerte pero finalmente Graciela perdona a su marido, quien regresa con ella, y poco después se descubre que está embarazada. 

## Elenco
- Flor Núñez - Graciela Pérez Acosta
- Félix Loreto - Wilfredo "Willi" Acosta
- Elba Escobar - Milena Ricardo
- Eva Blanco - Martha
- Raúl Xiquez
- Manuel Escolano
- Juan Frankis
- Betty Ruth - Carolina
- Fernando Flores
- Omar Omaña
- Elisa Escámez
- Guillermo Dávila
- Estelin Betancourt
- Luis Colmenares - Cito
- Egnis Santos
- Tony Rodríguez
- Francia Ortiz